# Перлёвское сельское поселение
Перлёвское сельское поселение — муниципальное образование в Семилукском районе Воронежской области.
Административный центр — село Перлёвка.

## Население
| 2010  | 2012  | 2013  | 2014  | 2015  | 2016  | 2017  |
| ----- | ----- | ----- | ----- | ----- | ----- | ----- |
| 1217  | ↘1188 | ↘1168 | ↘1131 | ↗1157 | ↘1149 | ↘1139 |
| 2018  |       |       |       |       |       |       |
| ↘1123 |       |       |       |       |       |       |

## Административное деление
В состав поселения входит один населённый пункт — село Перлёвка